# 家船

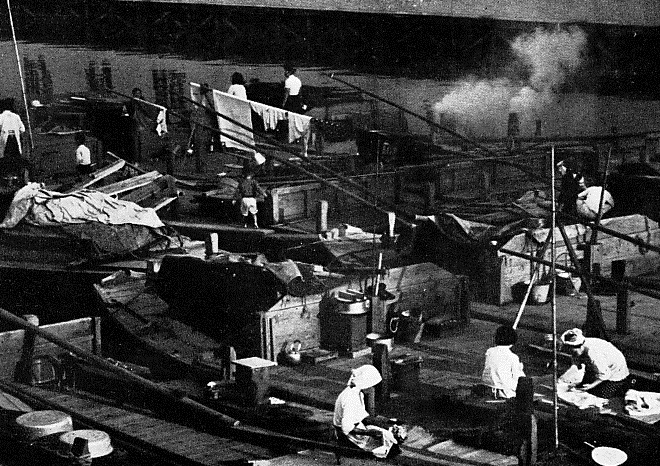
1960年代東京的家船

家船（日语：／ Ebune）是對近世至近代存在於日本的一群長期漂泊的漁民的統稱。
相傳家船是古代漂泊於海洋上的海賊眾的後裔，但詳細情況不明。一般由數艘至數十艘船組成一個集團，以根據地為中心，活躍於周邊海域，以漁業為生，用潛水和矛刺的方法捕獲採集海鮮和鮑魚。间隔一週至十天左右到附近的港口通過以物易物的方式進行交易。
家船的根據地在西九州和瀨戶內海沿岸存在。西九州的西彼杵半島與五島列島有許多這樣的根據地。女性有拔牙齒的風俗習慣。
明治維新以後，日本政府實行納稅義務化、徵兵制度和義務教育。1960年代，許多家船不得已上岸定居，家船逐漸消亡。